# Krausnickstraße
Die Krausnickstraße ist eine kurze Wohngebietsstraße in der Spandauer Vorstadt, einem historischen Stadtviertel im Berliner Ortsteil Mitte des gleichnamigen Bezirks. Sie ist benannt nach Heinrich Wilhelm Krausnick, der 1834–1849 (mit einer Unterbrechung von zwei Jahren) Berliner Oberbürgermeister war.

## Lage
Die Krausnickstraße verbindet die Oranienburger Straße im Südwesten mit der Großen Hamburger Straße im Osten. Ungefähr in der Mitte hat sie eine Biegung, an der sie ihre Richtung von Nordost zu Ost ändert.
Die Wohnhäuser dieser Straße umschließen den Krausnickpark, der allerdings nur über die Oranienburger Straße öffentlich begehbar ist.

## Geschichte
Die Krausnickstraße wurde im 19. Jahrhundert angelegt. Ihren noch heute gültigen Namen erhielt sie am 7. Oktober 1861 nach dem damaligen Berliner Oberbürgermeister. Die Anlage der Straße mit der nachfolgenden Bebauung ist dem vermögenden Besitzer eines Torfstiches aus Fehrbellin zu verdanken. Dieser ließ die Flächen parzellieren und verkaufte sie an betuchte Interessenten, die hier ansehnliche Wohnhäuser errichten ließen. Für die neue Erschließungsstraße gab es Namensvorschläge wie Humboldtstraße oder Schinkelstraße, die von der Berliner Stadtverwaltung nicht akzeptiert wurden. In die neuen Gebäude zogen bald überwiegend Familien der Hofbediensteten des nahen Schlosses Monbijou.
Im Zweiten Weltkrieg entstanden Schäden an den Häusern, vor allem Einschusslöcher, die erst nach der politischen Wende schrittweise ausgebessert wurden. Der Krausnickpark in der Innenfläche der Bebauung existierte bereits zuvor, wurde allerdings gärtnerisch neu gestaltet.

## Gewerbebetriebe und Sehenswürdigkeiten
In der Krausnickstraße sind mehrere Geschäfte angesiedelt, darunter Cafés, Modeläden sowie ein Suppenrestaurant. Des Weiteren befindet sich hier die Einfahrt zum St. Hedwig-Krankenhaus.
Die Krausnickstraße Nummer 3/3a ist Bestandteil des Denkmalensembles Spandauer Vorstadt. Das Eckgebäude Krausnickstraße 1 / Oranienburger Straße wurde 1862 als eines der ersten neuen Miethäuser hier gebaut, zusammen mit dem Haus Große Hamburger Straße 12 / Krausnickstraße 12a steht es in der Berliner Denkmalliste.
Am Haus Nummer 6 erinnert eine Gedenktafel an Regina Jonas, die erste deutsche Rabbinerin, die hier wohnte und von den Nationalsozialisten umgebracht wurde.
In der Krausnickstraße 23 erinnerte das weltweit einzige Ramones Museum an diese US-amerikanische Punkband.
Einige Schritte vom südlichen Ende der Straße steht die Neue Synagoge, ihr schräg gegenüber befindet sich der Monbijoupark mit Spielplätzen und Kulturveranstaltungen.

## Verkehr
In der Nähe der Krausnickstraße liegen die beiden Straßenbahnhaltestellen Monbijouplatz und Oranienburger Straße der Linien M1, M5 und M6. Die Bahnhöfe der S-Bahn-Linien S1, S2, S25 Oranienburger Straße und etwas weiter entfernt Hackescher Markt der Linien S3, S5, S7 und der S9 ermöglichen den Zugang zur Krausnickstraße und dem gleichnamigen Park.